# یوتی‌سی ۳:۰۰+
| آبی روشن | زمان اروپای غربی (یوتی‌سی ۰۰:۰۰+)                                             |
| آبی      | زمان اروپای غربی (یوتی‌سی ۰۰:۰۰+) زمان تابستانی اروپای غربی (یوتی‌سی ۰۱:۰۰+)   |
| قرمز     | زمان اروپای مرکزی (یوتی‌سی ۰۱:۰۰+) زمان تابستانی اروپای مرکزی (یوتی‌سی ۰۲:۰۰+) |
| بژ       | زمان اروپای شرقی (یوتی‌سی ۰۲:۰۰+) ساعت تابستانی اروپای شرقی (یوتی‌سی ۰۳:۰۰+)   |
| زرد      | زمان شرق دور اروپا (یوتی‌سی ۰۳:۰۰+)                                           |
| سبز روشن | زمان مسکو (یوتی‌سی ۰۴:۰۰+)                                                    |

| سیاه    | یوتی‌سی ۱:۰۰-: زمان کیپ ورد                                                                       |
| سبز     | ساعت هماهنگ جهانی: ساعت گرینویچ                                                                  |
| آبی     | یوتی‌سی ۱:۰۰+: زمان اروپای مرکزی · زمان غرب آفریقا                                                |
| قرمز    | یوتی‌سی ۲:۰۰+: زمان شرق اروپا · زمان آفریقای مرکزی · ساعت رسمی مصر · زمان استاندارد آفریقای جنوبی |
| زرد     | یوتی‌سی ۳:۰۰+: زمان شرق آفریقا                                                                    |
| خاکستری | یوتی‌سی ۴:۰۰+: زمان موریس · زمان سیشل                                                             |

|  | یوتی‌سی ۲:۰۰+              | ساعت رسمی مصر                                                                        |
|  | یوتی‌سی ۲:۰۰+ یوتی‌سی ۳:۰۰+ | زمان اروپای شرقی / زمان استاندارد اسرائیل / زمان در فلسطین ساعت تابستانی اروپای شرقی |
|  | یوتی‌سی ۳:۰۰+              | یوتی‌سی ۳:۰۰+ / زمان در ترکیه                                                         |
|  | یوتی‌سی ۳:۳۰+              | ساعت رسمی ایران                                                                      |
|  | یوتی‌سی ۴:۰۰+              | یوتی‌سی ۴:۰۰+                                                                         |

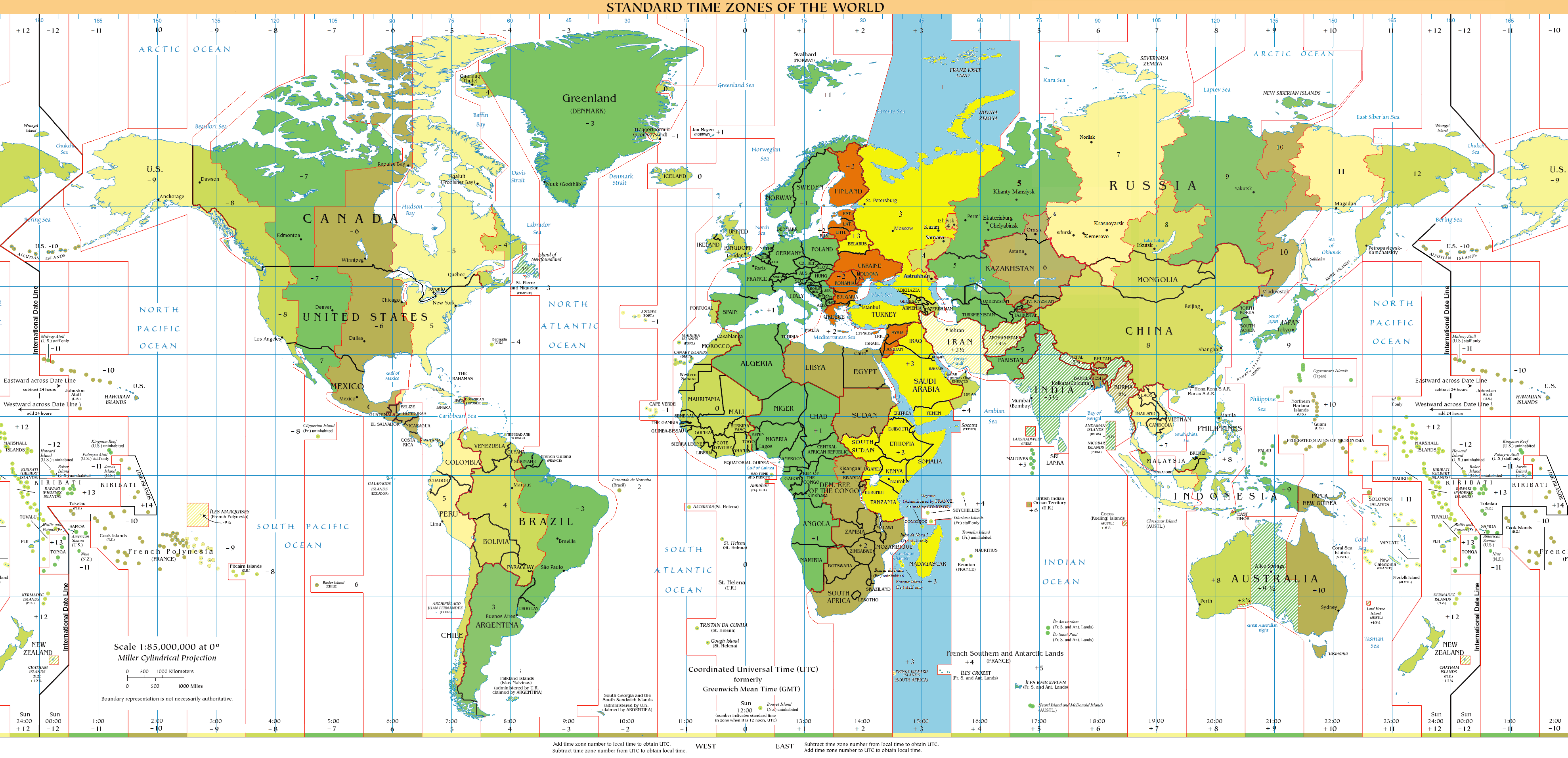
UTC+03:00 - 2011: نارنجی (DST Northern Hemisphere), زرد (تمام سال), آبی روشن - محدوده دریا

یوتی‌سی ۳:۰۰+ هم‌اکنون زمان‌بندی گرینویچ به علاوه ۳:۰۰+ (به انگلیسی: UTC+03:00) برای اندازه‌گیری زمان کاربرد دارد.

## زمان استاندارد در تمام سال

### زمان شرق آفریقا
- کومور
- جیبوتی
- اریتره
- اتیوپی
- کنیا
- ماداگاسکار
- مایوت (فرانسه) و جزایر اقیانوس هند (باساس هندوستان، جزیره اروپا، ژوان دو نوا)
- سومالی
- سودان جنوبی
- سودان
- تانزانیا
- اوگاندا

### اروپای شرقی زمان (EEFT), یا شرق دور اروپا زمان (FET)
- روسیه، استان کالینینگراد
- بلاروس
- ترکیه

### زمان استاندارد عربی
- بحرین
- عراق
- اردن
- کویت
- قطر
- عربستان سعودی
- سوریه
- یمن

## زمان استاندارد نیمکره شمالی
Formerly زمان مسکو،  before 27 March 2011; now یوتی‌سی ۴:۰۰+.

## وقت تابستانی نیمکره شمالی

### اروپای شرقی an Summer Time - Territories observing اروپا an Union DST rules
- بلغارستان
- قبرس (شامل آکراتاری و داکیلیا (انگلستان) و جمهوری ترک قبرس شمالی)
- استونی
- فنلاند (شامل جزایر آلند)
- یونان
- لتونی
- لیتوانی
- اوکراین
- مولداوی
- رومانی

### خاورمیانه و مناطقی که استاندارد DST استفاده می‌کنند
- اسرائیل (زمان استاندارد اسرائیل)
- لبنان
- فلسطین سرزمین‌ها